# Stapelia hirsuta
Stapelia hirsuta är en oleanderväxtart som beskrevs av Carl von Linné. Stapelia hirsuta ingår i släktet Stapelia och familjen oleanderväxter.

## Underarter
Arten delas in i följande underarter:
- S. h. baylissii
- S. h. gariepensis
- S. h. tsomoensis
- S. h. vetula